# Jérôme Pétion de Villeneuve

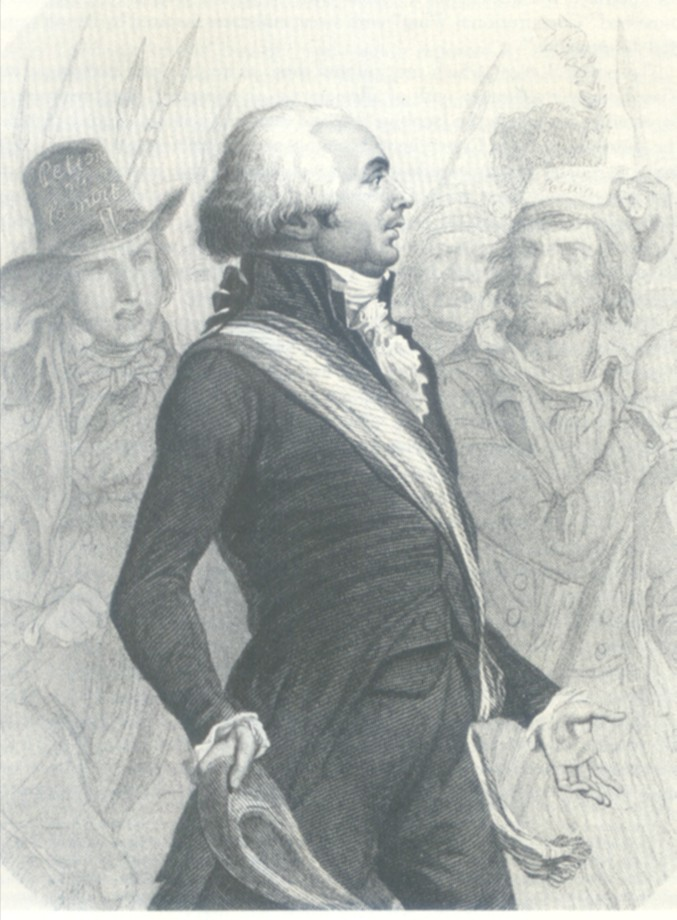
Jérôme Pétion de Villeneuve

Jérôme Pétion de Villeneuve (* 3. Januar 1756 in Chartres; † Sommer 1794 bei Bordeaux) war ein führender Politiker während der Französischen Revolution.

## Leben
Pétion de Villeneuve arbeitete zunächst als Anwalt in seiner Geburtsstadt Chartres und kam, als 1789 die Generalstände einberufen wurden, als Deputierter des Dritten Standes nach Versailles, wo er sich bald durch seine Opposition gegen Mirabeau – an dessen Staatsbegräbnis teilzunehmen er sich weigerte – und durch Angriffe auf die Königin bekannt machte.
Er war vom 4. bis 20. Dezember 1790 Präsident der konstituierenden Nationalversammlung. Im Juni 1791 wurde er zum Präsidenten des Pariser Kriminaltribunals ernannt. In dieser Eigenschaft war er zusammen mit Latour-Maubourg und Antoine Barnave mit der Rückführung der auf der Flucht ergriffenen königlichen Familie beauftragt.
Nach dem Auseinandergehen der verfassunggebenden Nationalversammlung Ende September 1791 hielt sich Pétion de Villeneuve kurzzeitig in England auf, kehrte jedoch schon bald nach Frankreich zurück.
Am 16. November 1791 setzte sich Pétion de Villeneuve bei der Wahl zum Bürgermeister von Paris gegen seinen Mitbewerber, den Marquis de La Fayette, durch. Von den 80.000 Pariser Aktivbürgern hatten sich lediglich 10.000 an der Wahl beteiligt. Der königliche Hof hatte wegen der dort herrschenden Abneigung gegen La Fayette auf die Wahl Pétion de Villeneuves als Nachfolger Jean-Sylvain Baillys hingewirkt. Gegenüber einem Vertrauten begründete die Königin Marie Antoinette dieses Vorgehen wie folgt:

„Lafayette will nur Maire von Paris werden, um nächstens Major domus zu werden. Pétion ist Jakobiner, aber ein Dummkopf und unfähig, jemals ein Parteihaupt zu sein. Er wird als Maire nichts bedeuten. Auch ist es möglich, dass die Teilnahme, die wir ihm bezeigen, ihn zum Köng zurückführt[.]“

Durch Beschluss der Versammlung des Département de Paris vom 7. Juli 1792 wurde Pétion de Villeneuve als Pariser Bürgermeister abgesetzt, was damit begründet wurde, dass er die erste Erstürmung der Tuilerien am 20. Juni 1792 nicht verhindert habe. Die gesetzgebende Nationalversammlung hob diesen Beschluss allerdings am 13. Juli 1792 auf und setzte ihn wieder in sein Amt ein.
Unmittelbar nach dem Bekanntwerden des Manifests des Herzogs von Braunschweig in Paris am 1. August 1792 verlangte Petion de Villeneuve im Namen von 47 der 48 Pariser Sektionen die sofortige Absetzung des Königs. Diese erfolgte einige Tage später als Resultat der zweiten Erstürmung der Tuilerien am 10. August 1792.
Am 1. Dezember 1792 wurde Pétion de Villeneuve als Pariser Bürgermeister von Nicolas Chambon abgelöst, welcher sich in der Wahl gegen Lu(l)lier bzw. Lhuillier durchgesetzt hatte.
Pétion de Villeneuve versucht zunächst erfolglos, sich für den Pariser Wahlbezirk in den Nationalkonvent wählen zu lassen. Gewählt wurde er schließlich für das Département Eure-et-Loir. Er war der erste Präsident des Nationalkonvents und zählte zu den Parteigängern der Gironde. Er war bis zum 10. Dezember 1792 Präsident des Jakobinerklubs. Im Prozess gegen König Ludwig XVI. sprach er sich dafür aus, den zuvor ergangenen Schuldspruch dem Volk zur Bestätigung vorzulegen, was der Nationalkonvent mehrheitlich ablehnte; daraufhin sprach sich Petion de Villeneuve für die Verhängung der Todesstrafe aus, plädierte aber für den Aufschub der Vollstreckung.
Nach dem Aufstand der Pariser Sansculotten vom 2. Juni 1793 wurde Pétion de Villeneuve wie alle übrigen Girondisten festgenommen. Er entkam jedoch und floh in die Bretagne; nach anderer Darstellung war Ziel seiner Flucht die Normandie, genauer gesagt Caen. Später versteckte er sich im Süden Frankreichs. Im Juni 1794 wurde seine Leiche in der Nähe von Bordeaux gefunden. Es wird behauptet, er sei verhungert, andere nehmen Selbstmord an, begangen um der Verhaftung und Hinrichtung zu entgehen.

## Werke
- Moyens proposés pour prévenir l’infanticide (1781)
- Les lois civiles et l’administration de la justice ramenées à un ordre simple et uniforme, ou Réflexions morales, politiques, etc., etc., sur la manière de rendre la justice en France avec le plus de célérité et le moins de frais possible (1782)
- Essai sur le mariage considéré sous des rapports naturels, moraux et politiques, ou Moyens de faciliter et d’encourager les mariages en France (1785)
- Avis aux français sur le salut de la patrie (1789)
- Discours sur les troubles de Saint-Domingue (1790)
- Discours sur la liberté de la presse (1791)
- Redenvoering van Hieronimus Pétion, over de beschuldiging, ingebragt tegen Maximiliaan Robespierre. Haarlem, J. Tetmans (1792)
- Œuvres de Pétion de Villeneuve. Tome premier, 4 Bände, Paris (1793)
- Mémoires inédits de Pétion et Mémoires de Buzot et de Barbaroux (1866)